# 哈科爾
哈科爾（英語：Hakor）是埃及第二十九王朝的第三任法老，將普撒穆提斯推翻而得到皇位。為了鞏固皇位，他在一些建築上自稱是尼斐利提斯一世的孫子以宣稱自己王位的合法性。哈科爾在位時，波斯頻頻入侵。在雅典的幫助下他打敗了波斯，維持了埃及的獨立。他死後由他的兒子尼斐利提斯二世繼承王位，惟尼斐利提斯不久就被內克塔內布一世推翻及殺死。